# James Martinez
James Martinez (Minnesota, Estados Unidos, 14 de noviembre de 1958) es un deportista estadounidense retirado especialista en lucha grecorromana donde llegó a ser medallista de bronce olímpico en Los Ángeles 1984.

## Carrera deportiva
En los Juegos Olímpicos de 1984 celebrados en Los Ángeles ganó la medalla de bronce en lucha grecorromana de pesos de hasta 68 kg, tras el luchador yugoslavo Vlado Lisjak (oro) y el finlandés Tapio Sipilä (plata).